# De galmende kinkhoorns
De galmende kinkhoorns is het veertiende stripverhaal uit de reeks van De Rode Ridder. Het is geschreven door Willy Vandersteen en getekend door Karel Verschuere. De eerste albumuitgave was in 1963.

## Het verhaal
Het verhaal speelt zich af in West-Ierland waar de Rode Ridder in een desolate kuststreek terechtkomt. Een deel ervan is afgeschermd door een muur en wordt beschermd door arenden. Bij een poging om over de muur te raken wordt Johan verdoofd en komt hij terecht in een slot waar hij gastvrij ontvangen wordt door de burchtheer en burchtvrouw. Nadat enkele gestrande ridders verdwijnen in het land van de Galmende Kinkhoorns, zoals de lokale bevolking de streek achter de muur noemt, besluit Johan op onderzoek te gaan. Uiteindelijk ontdekt hij dat de streek bevolkt wordt door dwergen, en vol ligt met reusachtige schelpen. Met hulp van de dwergen ontmaskert hij er de burchtheer en -vrouw, die daar vermomd de dwergenbevolking uitbuiten en schepen op de klippen lokken om ze te plunderen. Uiteindelijk komen de burchtheer en -vrouw om, en wordt de streek terug leefbaar gemaakt.